# Au gré du courant
Pour plus de détails, voir Fiche technique et Distribution.
Au gré du courant (流れる, Nagareru) est un film japonais réalisé par Mikio Naruse et sorti en 1956. Le film est une adaptation d'un roman d'Aya Kōda.

## Synopsis
Le déclin de la maison de geishas de Tsutayako (Otsuta) à Tokyo : les filles s'en vont, les dettes s'accumulent. Envoyée par une agence de placement, Rika, qui a perdu mari et fille, parvient pourtant à y être embauchée comme bonne. Dévouée, discrète et polie, Rika, appelée désormais Oharu, gagne l'estime et l'affection des habitantes de la maison. Mais le bonheur d'une soirée musicale fêtant la réconciliation de Otsuta et de Someka, une des employées mécontentes, n'est qu'illusion. L'avenir de la maison tenue par Otsuta est, en réalité, compromise car Ohama, une de ses anciennes amies, aujourd'hui enrichie, acquiert la propriété des lieux et projette de transformer l'endroit en restaurant. Par fidélité à Otsuta, Rika/Oharu décline l'offre de travailler dans le futur établissement d'Ohama.

## Fiche technique
- Titre original : 流れる (Nagareru?)
- Titre français : Au gré du courant (titre alternatif : « Flotter »)
- Producteur : Sanezumi Fujimoto
- Société de production : Tōhō
- Réalisation : Mikio Naruse
- Scénario : Toshirō Ide, Sumie Tanaka, d'après un roman d'Aya Kōda
- Photographie : Masao Tamai
- Montage : Eiji Ooi
- Décors : Satoru Chūko (ja)
- Musique : Ichirō Saitō
- Pays de production :  Japon
- Langue originale : japonais
- Genre : drame
- Format : noir et blanc - 1,37:1 - son mono
- Durée : 117 minutes (métrage : 11 bobines - 3 194 m[1])
- Date de sortie :
  - Japon : 20 novembre 1956[1]

## Distribution artistique
- Kinuyo Tanaka : Rika Yamanaka / Oharu
- Isuzu Yamada : Otsuta (Tsutayako)
- Hideko Takamine : Katsuyo, la fille d'Otsuta
- Mariko Okada : Nanako
- Haruko Sugimura : Someka
- Sumiko Kurishima : Ohama
- Chieko Nakakita : Yoneko, sœur d'Otsuta
- Natsuko Kahara : Otoyo, sœur d'Otsuta
- Seiji Miyaguchi : oncle de Namie
- Daisuke Katō : ex de Yoneko
- Nobuo Nakamura
- Kumeko Otowa

## Autour du film

### Le nom de «Oharu»
Héroïne préférée de Kenji Mizoguchi, Kinuyo Tanaka avait été l'actrice principale d'un de ses films les plus célèbres, La Vie d'O'Haru femme galante (1952). Or, ici, pour pouvoir travailler dans une maison de geishas, son personnage prend le nom de « Oharu ».

### Isuzu Yamada
Isuzu Yamada, grande vedette japonaise des années 1930, s'était imposée chez Mizoguchi également, dans L'Élégie d'Osaka et Les Sœurs de Gion, deux films réalisés en 1936. Elle incarne ici le rôle de la patronne de la maison de geishas, Otsuta. Elle est évoquée dans le roman de Fumiko Hayashi Nuages flottants qu'avait adapté Mikio Naruse l'année précédente, quand Yukiko le personnage féminin y prononce les paroles suivantes (évocation nostalgique des instants amoureux passés en Indochine) : « Sur le chemin du cimetière, il y avait d'énormes cactus, je m'en rappelle très bien. Si j'avais été aussi belle qu'Isuzu Yamada, le voyage aurait été bien plus intéressant. » La romancière poursuit : « Yukiko tenait des propos pour le moins étrange. »  
Ces phrases ne sont pas reprises par Naruse dans son adaptation cinématographique ; cependant il fait appel à Isuzu Yamada, l'année suivante, pour jouer dans un film à l'atmosphère si proche.
À la suite du décès d'Isuzu Yamada, Charles Tesson écrit : « Mikio Naruse lui confie le rôle de tenancière d'une petite maison de geishas dans Au gré du courant, où elle a pour domestique Kinuyo Tanaka, et comme employée Hideko Takamine. Tout un symbole, puisqu'elle est la "patronne", celle qui a ouvert la voie à toutes les grandes actrices du cinéma japonais, par son charisme et sa personnalité. »

## Réception
Selon Max Tessier, ce film est « une des œuvres les plus poignantes de Naruse : une plongée envoûtante dans le monde de la grisaille des geishas sur le déclin, d'une tristesse à pleurer. »

## Récompenses
- 1957 : prix Blue Ribbon de la meilleure actrice pour Isuzu Yamada[5]
- 1957 : prix Kinema Junpō de la meilleure actrice pour Isuzu Yamada[6]
- 1957 : prix Mainichi de la meilleure actrice pour Isuzu Yamada et de la meilleure direction artistique pour Satoru Chūko (ja)[7]